# John Gabriel Borkman

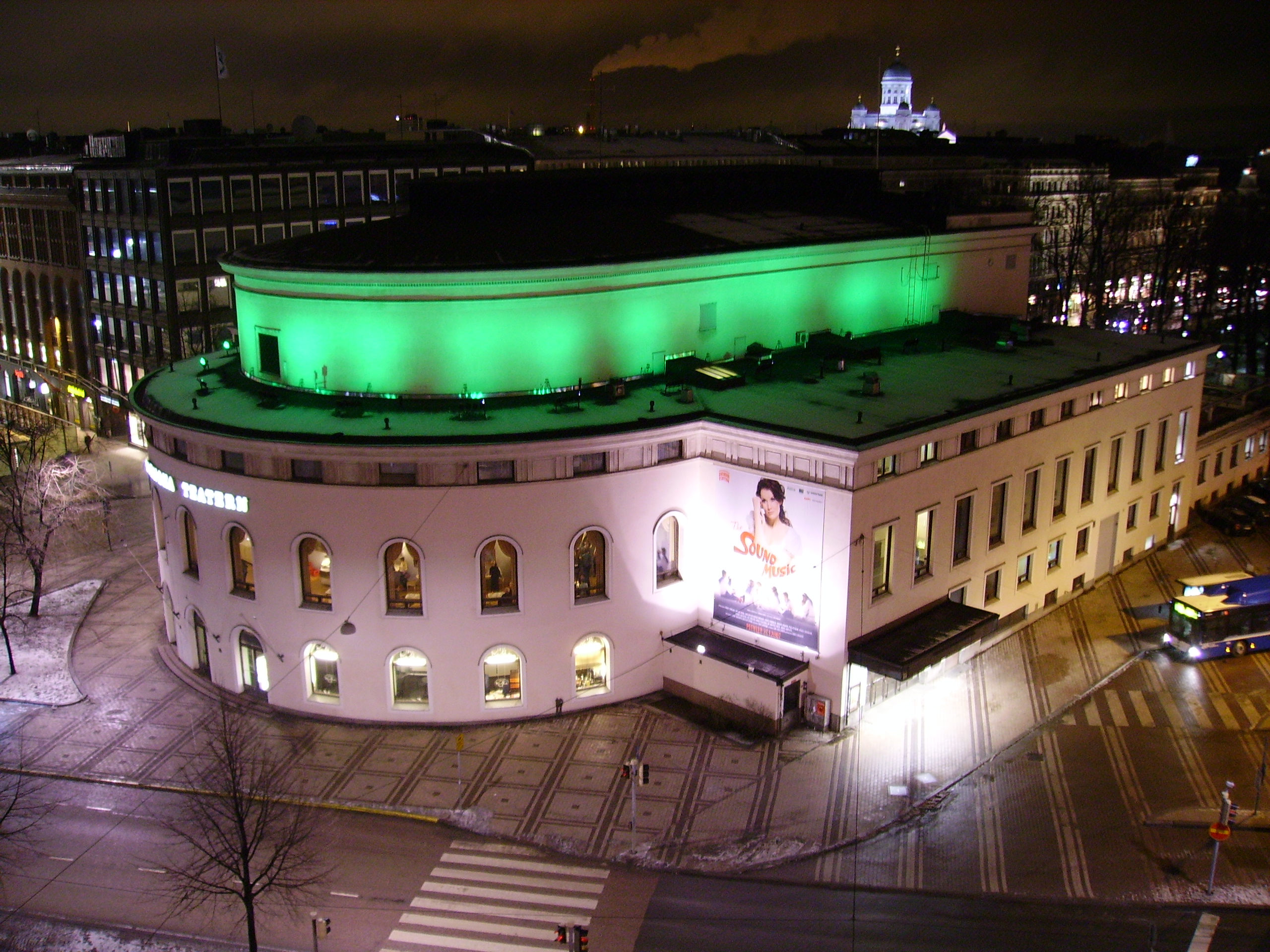
Svenske Teater, na Suécia, onde foi representada a peça “John Gabriel Borkman”, em 1897

John Gabriel Borkman é uma peça teatral escrita pelo dramaturgo norueguês Henrik Ibsen. Escrita e publicada em 1896, foi representada em 10 de janeiro de 1897, no Svenske Teatern, na Suécia, e Suomalainen Teaatteri, na Finlândia.

## Sumário
A fortuna da família Borkman foi perdida pela prisão de John Gabriel, que usou ilegalmente sua posição como gerente de banco para especular com o dinheiro dos investidores. A ação que a peça apresenta ocorre oito anos após o acontecido, quando John Gabriel Borkman, a Sra. Borkman, e sua irmã gêmea Ella Rentheim questionam sobre o futuro do jovem Erhart Borkman.

## Personagens
- John Gabriel Borkman
- Mrs. Gunhild Borkman
- Erhart Borkman, filho do casal
- Ella Rentheim, irmã gêmea de Mrs. Borkman
- Mrs. Fanny Wilton
- Vilhelm Foldal
- Frida Foldal
- Malene, governanta

## Histórico

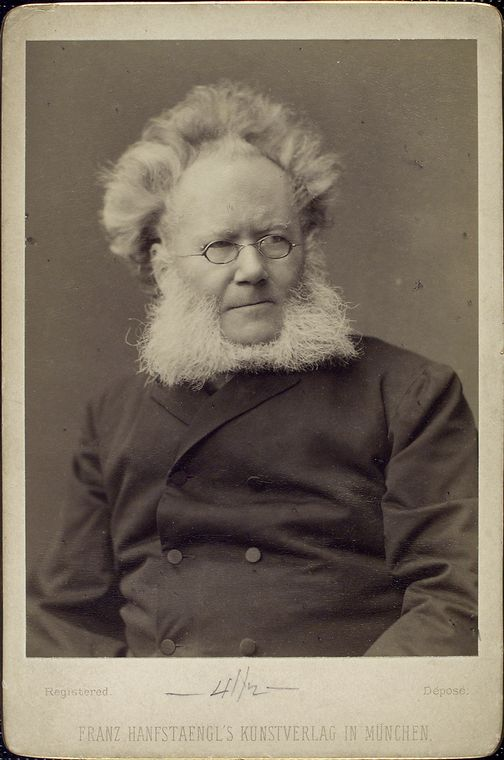
Ibsen, nos últimos anos de sua carreira.

### Processo criativo
Acredita-se que Ibsen tenha iniciado a escrever John Gabriel Borkman em 1896. Em 20 de outubro de 1896, Ibsen enviou a cópia final do manuscrito ao seu editor, Jacob Hegel.
A peça é parcialmente baseada em um caso de tribunal ocorrido na Christiania, na década de 1850, em que um oficial superior foi considerado culpado de fraude e condenado à prisão com trabalhos forçados por quatro anos. Ibsen tomou conhecimento desse caso nos períodos em que esteve na Christiania, entre 1850 e 1864.
Outra inspiração para Ibsen pode ter sido a obra monumental de Georg Brandes sobre Shakespeare, influenciada pelas idéias de Nietzsche, cujos conceitos aparecem na peça, tais como o do super-homem e a sede pelo poder.

### Edição Gyldendal
A primeira edição de John Gabriel Borkman saiu em 15 de dezembro de 1896, pela Gyldendalske Boghandels Forlag (F. Hegel & Son), em Copenhague, Christiania e Estocolmo, com tiragem de 12000 exemplares. Isso não foi suficiente, no entanto, e o livro teve que ser reimpresso em mais 3000 exemplares, mesmo antes de ter sido vendido. Assim, a 1ª e a 2ª edição foram lançadas simultaneamente.

### Edição Heinemann e outras
Como ocorrera com Hedda Gabler (1890), Solness, o Construtor (1892) e O Pequeno Eyolf (1894), o editor inglês William Heinemann publicou John Gabriel Borkman em um "mini-edição" em norueguês (12 exemplares) em Londres, para garantir seus direitos autorais, em 12 de dezembro de 1896, três dias antes da edição Gyldendal.
Pouco depois da edição original, as traduções da peça foram publicadas em inglês, francês, russo e alemão.

### Estreia da peça
As primeiras performances públicas de John Gabriel Borkman foram em forma de leitura. A primeira leitura teve lugar no Avenue Theatre, em Londres, a 14 de dezembro de 1896, e foi organizada por William Heinemann, a fim de garantir o seu direito autoral na Inglaterra. No dia seguinte, 15 de dezembro de 1896, a leitura se deu na Copenhagen Municipal Teachers’ Association, liderada pelo diretor de teatro P. A. Rosenberg.
A primeira encenação da peça foi feita em Helsinque, a 10 de janeiro de 1897, no Svenska Teatern e no Suomalainen Teaatteri (teatro finlandês). As produções foram bem recebidas pelo público e pelos críticos.

## Traduções em língua portuguesa
- Costa Ferreira e Luís Francisco Rebelo. Lisboa: Editora Contraponto, 1956. Foi utilizada na 1ª representação em Portugal, ocorrida no Teatro Monumental, com encenação de Costa Ferreira, a 20 de Janeiro de 1956, e com o elenco: João Villaret, Alma Flora, Paulo Renato, Sara Vale,Maria Paulo, Fernando Gusmão, Emília Batista e Fernanda Borsatti.[2]
- Fátima Saadi e Karl Erik Schollhammer. “John Gabriel Borkman”. São Paulo: Editora 34, 1996 (Coleção Teatro)
- Fátima Saadi e Karl Erik Schollhammer. Peças escolhidas 1 (ao lado de Quando nós, os mortos, despertarmos / O pequeno Eyolf / O construtor Solness) (Coleção Teatro). Portugal: Livros Cotovia, 2006, ISBN 978-972-795-157-4

## Peças no Brasil

### 1959
- Nome: João Gabriel Borkman[3]
- Local: Santos, SP
- Teatro: Estréia no II Festival de Teatros de Estudantes (Santos), 1959[7]
- Produção: Teatro do Estudante da Paraíba
- Direção: Walter de Oliveira

## Adaptações para a televisão

### 1957
- Nome: John Gabriel Borkman
- Local: Rio de Janeiro
- Produção: TV Tupi, programa "Grande Teatro Tupi", em 11 de fevereiro de 1957
- Direção: Sérgio Britto
- Elenco: Fernanda Montenegro, Natália Timberg, Sérgio Britto